# Хюльзенбек, Зарина
Зарина Хюльзенбек (-Фишер) (нем. Sarina Hülsenbeck (-Fischer); род. 5 июля 1962, Росток) — восточно-германская пловчиха, чемпионка летних Олимпийских игр 1980 года в Москве, рекордсменка мира, Европы и Олимпийских игр.

## Карьера
На Олимпиаде в Москве выступала в эстафете 4×100 метров вольным стилем и комбинированной эстафете 4×100 метров. В первом виде сборная ГДР (Барбара Краузе, Карен Метчук, Инес Дирс, Зарина Хюльзенбек) стала олимпийским чемпионом с мировым рекордом (3:42,71 с), опередив сборные Швеции (3:48,93) и Нидерландов (3:49,51 с). В комбинированной эстафете сборная ГДР также стала чемпионом, но Хюзельбенк не участвовала в финальном заплыве. Кроме олимпийского и мирового рекордов, Хюзельбенк является автором континентального рекорда, который также был установлен сборной ГДР на московской Олимпиаде в ходе предварительного заплыва (3:45.19 с).

## Семья
- Муж Франк Фишер — немецкий байдарочник, 4-кратный чемпион мира.
- Сестра мужа Биргит Фишер — 8-кратная олимпийская чемпионка, 28-кратная чемпионка мира, одна из самых титулованных спортсменок в истории спорта и самая титулованная байдарочница.
- Дочь Фанни Фишер — байдарочница, олимпийская чемпионка. Её муж Рональд Рауэ — байдарочник, двукратный олимпийский чемпион.
- Сын Фалько Фишер также занимался греблей, но особых достижений не имел.